# Моральный универсализм
Мора́льный универсали́зм (синонимы: мора́льный объективи́зм, универса́льная мора́ль) — метаэтическая позиция, согласно которой возможна этическая система, эффективно регулирующая поведение членов любого сообщества, независимо от культуры, расы, пола, религии, национальности, сексуальной ориентации, или каких-либо других отличительных черт. 
Моральный универсализм противостоит моральному нигилизму и моральному релятивизму. Будучи некоторыми чертами близок к моральному абсолютизму и ценностному монизму, моральный универсализм имеет и определённые отличия: многие формы универсализма, такие как утилитаризм не являются абсолютистскими, а некоторые, например система взглядов Исайи Берлина, могут считаться примерами ценностного плюрализма. Помимо теорий морального реализма, моральный универсализм включает как когнитивистские теории, такие как субъективистские теорию идеального наблюдателя и теорию божественного вмешательства, так и некогнитивистские теории универсального прескриптивизма.

## Происхождение, обоснование и распространение
Источником морального универсализма считается человеческая природа, в частности, восприимчивость человека, его способность к сопереживанию (эмпатия), к разуму и вытекающая из этого необходимость аргументации для убеждения. С другой стороны, простейшим обоснованием этой точки зрения служит очевидное наблюдение, что существует общее ядро у всех известных моральных кодексов, доказавших свою жизнеспособность: уважение к жизни, здоровью, собственности и личному достоинству, не только своим, но в равной мере чужим. В классической абстрактной форме этот тезис формулируется в золотом правиле нравственности: «Относись к людям так, как хочешь, чтобы относились к тебе».
Поскольку при таком подходе внимание переносится на объединяющие принципы, в моральном универсализме противоречия между важнейшими моральными системами отходят на второй план, в частности, противоречия между религиозной и светской моралью. Как следствие, моделями морального универсализма считаются одновременно атеизм или агностицизм, деизм (понимаемый в духе Просвещения), монотеизм (как пример, авраамические религии) и политеизм (как пример, буддизм). Различные системы морального универсализма могут отличаться друг от друга в метаэтическом вопросе о природе морали, а также в конкретном нормативном содержании, но они все сходятся в вопросе об универсальности.
Лингвист и политический публицист Ноам Хомский считает, что
… если мы принимаем принцип универсальности, то когда какое-то действие хорошо (или плохо) для других, оно хорошо (или плохо) нас. Те, кто не могут подняться до минимального морального уровня применения к самим себе стандартов, применяемых к другим, в действительности не могут быть толком приняты всерьёз, когда они говорят о целесообразности, о хорошем и плохом, о добре и зле.
В действительности, один из принципов, вероятно, самый простой, это принцип универсальности, именно, если что-то хорошо для меня, оно хорошо и для тебя, а если что-то для тебя плохо, то оно плохо и для меня. Любой достойный внимания моральный кодекс содержит это в той или иной форме.

## История
Огромное число культурных традиций и отдельных мыслителей в той или иной мере выражают взгляды морального универсализма, от античных платоников и стоиков, через христиан и мусульман, к современным кантианцам, объективистам, сторонникам естественного права, прав человека и утилитаризма. Всеобщая декларация прав человека Организации Объединённых Наций может считаться выражением философии морального универсализма.